# Стриндберг, Анита
Анита Стриндберг (род. 19 июня 1937) — шведская актриса
, снявшаяся во многих итальянских фильмах жанра джалло в 1970-х годах.

## Биография
Впервые появилась под именем Аниты Эдберг в двух шведских фильмах конца 1950-х годов. Затем начала карьеру в джалло с роли в «Ящерице под женской кожей» Лучо Фульчи в 1971 году, и в том же году исполнила свою первую главную роль в фильме Серджо Мартино «Хвост скорпиона». В 1972 году снялась ещё в двух фильмах: у Альдо Ладо в картине «Кто видел её смерть?», а затем в фильме Мартино «Глаз чёрного кота» (оригинальное название «Твой порок — запертая комната, и только у меня есть ключ»).
После начала 1970-х Стриндберг снималась во многих жанровых и эксплуатационных фильмах: «Женщины в камере 7» (1973); экзорцистоподобный фильм ужасов «Антихрист» (1974); и poliziotteschi фильм «Почти человек» (1974) режиссёра Умберто Ленци. Её последним фильмом стало «Убийственное безумие» Риккардо Фреды с Лаурой Гемсер.

## Фильмография
- Блондинка в кабале (1957) — телефонный оператор
- Sköna Susanna och gubbarna (1959) — Сюзанна
- Quella chiara notte d’ottobre (1970) — жертва (нет в титрах)
- Ящерица под женской кожей (1971) — Юлия Дюрер
- Хвост скорпиона (1971) — Клео Дюпон
- Coartada en disco rojo (Два лица страха, 1972) — доктор Паола Ломбарди
- The Eroticist (1972) — жена посла Франции
- Кто видел её смерть? (1972) — Элизабет Серпьери
- Твой порок — запертая комната, и только у меня есть ключ (1972) — Ирина
- Forza 'G' (Крылатые дьяволы, 1972) — Клео Дюпон
- Al tropico del cancro (Тропик Рака, 1972) — Грейс Райт
- Partirono preti, tornarono … curati (Аллилуйя Вере Круз, 1973)
- Diario segreto da un carcere femminile (« Женщины в камере 7», 1973) — дочь Музумечи
- Contratto Carnale (Африканское дело, 1974) — Ева Макдугалл
- La profanazione (1974)
- Milano odia: la polizia non può sparare (Почти человек, 1974) — Иона Туччи
- L’uomo senza memoria (Головоломка, 1974) — Мэри Кейн
- L’anticristo (Антихрист, 1974) — Грета
- La verginella (1975)
- La segretaria privata di mio padre (1976) — Ингрид
- L’inconveniente (1976)
- Саламандра (1981) — принцесса Фобиани
- Убийственное безумие (1981) — Гленда Стэнфорд (финальная роль в кино)